# Liste der Baudenkmale in Bramsche
In der Liste der Baudenkmale in Bramsche sind alle Baudenkmale der niedersächsischen Gemeinde Bramsche aufgelistet. Die Quelle der Baudenkmale ist der Denkmalatlas Niedersachsen. Der Stand der Liste ist der 6. September 2022.
Der Denkmalatlas ist in diesem Bereich noch nicht vollständig und wird in Zukunft weiter ausgebaut.

## Allgemein
In den Spalten befinden sich folgende Informationen:
- Lage: die Adresse des Baudenkmales und die geographischen Koordinaten. Kartenansicht, um Koordinaten zu setzen. In der Kartenansicht sind Baudenkmale ohne Koordinaten mit einem roten Marker dargestellt und können in der Karte gesetzt werden. Baudenkmale ohne Bild sind mit einem blauen Marker gekennzeichnet, Baudenkmale mit Bild mit einem grünen Marker.
- Bezeichnung: Bezeichnung des Baudenkmales
- Beschreibung: die Beschreibung des Baudenkmales. Unter § 3 Abs. 2 NDSchG werden Einzeldenkmale und unter § 3 Abs. 3 NDSchG Gruppen baulicher Anlagen und deren Bestandteile ausgewiesen.
- ID: die Objekt-ID des Baudenkmales
- Bild: ein Bild des Baudenkmales, ggf. zusätzlich mit einem Link zu weiteren Fotos des Baudenkmals im Medienarchiv Wikimedia Commons. Wenn man auf das Kamerasymbol klickt, können Fotos zu Baudenkmalen aus dieser Liste hochgeladen werden:

## Bramsche

### Gruppe: Ensemble Marktplatz/Kirchhof
Die Gruppe „Ensemble Marktplatz/Kirchhof“ ist das historische Ortszentrum von Bramsche und besteht aus der Bebauung aus dem 17. bis 20. Jahrhundert. Die Gruppe hat die ID 39996111.

| Lage                                       | Bezeichnung | Beschreibung                                                                                       | ID       | Bild           |
| ------------------------------------------ | ----------- | -------------------------------------------------------------------------------------------------- | -------- | -------------- |
| Kirchhofstraße 52° 24′ 29″ N, 7° 58′ 49″ O | Kirche      | Die im 13. Jahrhundert errichtete Saalkirche hat eine Ausstattung aus dem 15. bis 18. Jahrhundert. | 42151814 | Weitere Bilder |

### Einzeldenkmale
| Lage                                        | Bezeichnung | Beschreibung | ID       | Bild |
| ------------------------------------------- | ----------- | --- | -------- | ---- |
| Lindenstraße 28 52° 24′ 51″ N, 7° 58′ 38″ O | Kirche      | Die dreischiffige katholische Basilika St. Martinus wurde nach den Entwürfen des Architekten Paul Sültenfuß von 1928 bis 1930 errichtet. | 42151814 |      |
| Friesenweg 11 52° 24′ 31″ N, 7° 58′ 29″ O   | Wasserturm  | | 42158494 | BW   |

### Ehemalige Gruppe: Ev.-luth. Kirche Johannis der Evangelist
Die Gruppe „Ev.-luth. Kirche Johannis der Evangelist“ ist das Areal um die Kirche Johannis mit Gemeinde- und mit Pfarrhaus, wie es vom Architekten Werner Johannsen entworfen wurde. Sowohl als Nachkriegskirche als auch die gesamte Anlage wurde 2019 so bewertet, dass sie nicht mehr im Denkmalverzeichnis geführt wird. Die Gruppe hatte die ID 47292890.

| Lage                                      | Bezeichnung  | Beschreibung | ID       | Bild           |
| ----------------------------------------- | ------------ | --- | -------- | -------------- |
| Grüner Brink 2 52° 24′ 27″ N, 8° 0′ 17″ O | Kirche       | Die von 1960 bis 1961 errichtete massive einschiffige Hallenkirche steht unter einem asymmetrischen Satteldach.        | 47292987 | Weitere Bilder |
| Grüner Brink 2 52° 24′ 27″ N, 8° 0′ 16″ O | Freifläche   | Um die Kirche im Westen des Gebäudes wurde eine Gestaltung der Fläche durch eine Pflasterung, Rasen, Bäume und Hecken. | 48608607 | BW             |
| Grüner Brink 2 52° 24′ 28″ N, 8° 0′ 17″ O | Gemeindehaus | Das massive eingeschossige Gemeindehaus wurde 1960 unter einem Satteldach errichtet.                                   | 47293010 | BW             |
| Grüner Brink 6 52° 24′ 28″ N, 8° 0′ 17″ O | Wohnhaus     | Das massive zweigeschossige Pfarrhaus wurde 1960 unter einem Satteldach errichtet.                                     | 47293054 | BW             |

## Engter

### Einzeldenkmale
| Lage                                     | Bezeichnung | Beschreibung | ID       | Bild           |
| ---------------------------------------- | ----------- | --- | -------- | -------------- |
| Im Alten Dorf 52° 23′ 13″ N, 8° 3′ 43″ O | Kirche      | Die im 13. Jahrhundert errichtete Saalkirche wurde um 1900 erweitert. Die Kirche hat eine Ausstattung aus dem 17. bis 19. Jahrhundert. | 35467909 | Weitere Bilder |

## Epe

### Gruppe: Benediktinerinnenkloster Malgarten
Das 1194 gegründete Kloster Malgarten ist ein ehemaliges Benediktinerinnenkloster, das 1803 aufgelöst wurde. Die ID der Gruppe ist 41319928.

| Lage                                      | Bezeichnung    | Beschreibung | ID       | Bild           |
| ----------------------------------------- | -------------- | --- | -------- | -------------- |
| Am Kloster 52° 26′ 51″ N, 8° 1′ 37″ O     | Kirche         | Die katholische Kirche St. Johannes Evangelist wurde im 13. Jahrhundert als Saalkirche errichtet.                                                                                            | 35466923 | Weitere Bilder |
| Am Kloster 5/6 52° 26′ 51″ N, 8° 1′ 36″ O | Klostergebäude | Der nördliche Teil des Klostergebäudes ist der Äbtissinnenflügel, der südliche Teil der Konventflügel. In der Mitte befindet sich ein Turm. Erwähnenswert sind die Wandmalereien im Kloster. | 35467858 |                |

## Hesepe
| Lage                                      | Bezeichnung    | Beschreibung | ID       | Bild           |
| ----------------------------------------- | -------------- | --- | -------- | -------------- |
| Hauptstraße 4 52° 26′ 28″ N, 7° 57′ 51″ O | Christuskirche | Einschiffige Hallenkirche, über unregelmäßigem Grundriss, Massivbau, Klinker und Kalksandstein, asymmetrisches Satteldach, errichtet 1962-1965 nach Entwürfen des Architekten Schulze-Herringen (Osterholz-Scharmbeck). Im Inneren Bohlenbinder. Bauzeitliche Ausstattung, u.a. mit Betonglasfenstern, Gestühl, Leuchtmitteln, Leuchtern, Ambo, Altar aus Ibbenbürener Sandstein, Taufe, Holzkreuz des Künstlers Ulrich Conrad (Firstbalken eines abgebrannten Bauernhofes in Rieste). Orgel der Firma Kreienbrink von 1971. Südöstlich der Kirche liegt der freistehende Glockenturm, Unterbau massiv, Klinker, Holzhelm mit Kupferverkleidung auf 2,5 m heruntergezogen. | 47293579 | Weitere Bilder |

## Kalkriese

### Ehemalige Baudenkmale
| Lage                                             | Bezeichnung | Beschreibung | ID       | Bild |
| ------------------------------------------------ | ----------- | --- | -------- | ---- |
| Alte Heerstraße 38, 40 52° 25′ 8″ N, 8° 6′ 50″ O | Hofanlage   | Der Pachthof war die ehemalige Poststation Alte Lutter (Wirtshaus Lutterkrug). 1987 waren die Nebengebäude abgebrochen worden. 2019 wurde der Pachthof aus dem Verzeichnis gestrichen. | 49042540 | BW   |

## Lappenstuhl
| Lage                                       | Bezeichnung | Beschreibung | ID       | Bild           |
| ------------------------------------------ | ----------- | --- | -------- | -------------- |
| Malgartener Damm 52° 25′ 7″ N, 8° 3′ 35″ O | Kapelle     | Die Thomaskapelle wurde als Notkirche 1951 nach den Entwürfen von Otto Bartning in der Nachbargemeinde Voltlage errichtet. 1969/1970 erfolgte der Abbau in Voltlage und Translozierung nach Bramsche-Lappenstuhl. Da der eher seltene Typ der Diasporakapelle im weitgehend ungestörten Überlieferungszustand erhalten geblieben ist, wird das Denkmal auch nach der Translozierung als solches anerkannt. | 42652682 | Weitere Bilder |

## Sögeln

### Gruppe: Gut Sögeln
Die Gruppe „Gut Sögeln“ umfasst den früheren Rittersitz mit Herrenhaus, Nebengebäuden, Graften sowie Kapelle und Friedhof. Die frühere Wasserburg wurde Ende des 18. Jahrhunderts umgebaut. Die Gruppe hat die ID 42184321.

| Lage                                            | Bezeichnung | Beschreibung                                                                 | ID       | Bild           |
| ----------------------------------------------- | ----------- | ---------------------------------------------------------------------------- | -------- | -------------- |
| An der Lindenallee 1 52° 26′ 56″ N, 8° 0′ 33″ O | Herrenhaus  | Das klassizistische Herrenhaus mit Mittelrisalit steht unter einem Walmdach. | 42167872 | Weitere Bilder |

## Ueffeln
| Lage                                      | Bezeichnung | Beschreibung | ID       | Bild           |
| ----------------------------------------- | ----------- | --- | -------- | -------------- |
| Dorfstraße 44 52° 26′ 55″ N, 7° 52′ 31″ O | Kirche      | Die Saalkirche mit einem Westturm wurde 1292 errichtet. Die Fenster wurden noch im 13. Jahrhundert eingebaut, auch der Taufstein ist aus dem 13. Jahrhundert. Die Fresken im Kreuzgang können auf das 15. Jahrhundert datiert werden. Die Kanzel ist von 1765 und der Altar von 1767. Die Orgel von Johann Adam Berner aus Osnabrück entstand 1727. | 42167872 | Weitere Bilder |